# کارگالی (رود)
کارگالی (به قزاقی: Kargaly) یک رود در قزاقستان است که در آق‌تپه واقع شده‌است.